# Куинси (фильм)
«Куинси» — американский документальный фильм 2018 года.
Фильм посвящён личной жизни и карьере американского продюсера, певца и кинопродюсера Куинси Джонса. В откровенном стиле рассказывается о матери музыканта, больной шизофренией; испытанных на себе расовых предрассудках; классическом музыкальном образовании в Париже и множестве учеников; бесчисленных голливудских фильмах, которые он продюсировал, преодолев негласный барьер для чернокожих музыкантов; семерых детях и проблемах со здоровьем из-за перенесённой аневризмы, инсульта и диабетической комы.
Режиссёрами документального фильма являются дочь Джонса, Рашида Джонс и Алан Хикс. Фильм продюсирует Пола Дюпре Песмен, исполнительными продюсерами являются: Джейн Розенталь и Берри Уэлш для TriBeCa Productions и Адам Фелл для Quincy Jones Productions. 1 августа 2018 года было объявлено, что Netflix приобрел права на документальный фильм о Куинси Джонсе.
9 сентября 2018 года фильм показали на Международном кинофестивале в Торонто (Канада) в Театре Princess of Wales. «Куинси» был выпущен 21 сентября 2018 года на Netflix. Фильм удостоился премии «Грэмми» за лучший музыкальный фильм на церемонии вручения премии «Грэмми» 2019 года.